# Illington
Illington – wieś w Anglii, w hrabstwie Norfolk, w dystrykcie Breckland. Leży 34 km na południowy zachód od Norwich i 128 km na północny wschód od Londynu.
W 2001 miejscowość liczyła 366 mieszkańców.